# Velika Ponca
Velika Ponca ali Velika Martuljška Ponca je sedma najvišja slovenska gora. Nahaja se v Martuljški skupini v Julijskih Alpah. Zahodno od nje se nahaja Mala Martuljška Ponca (2502 m), vzhodno pa Oltar (2621 m), skupaj tvorijo večji masiv, v katerem ima Velika Ponca (gledano iz Gozda Martuljka) osrednjo lego. Velika Ponca je zelo krušljiva, nanjo ne vodijo urejene pohodniške poti, najboljše izhodišče za zahtevno brezpotje pa je Koča v Krnici. 
Ne sme se je zamešati z Visoko Ponco (it. Ponza Grande) na italijanski meji nad Planiško dolino. 